# Lenko Grčić
Lenko Grčić, zvan Gaga (Split, 26. ožujka 1925. – Split, 10. kolovoza 1999.), nekadašnji igrač Hajduka iz njegovog "zlatnog" perioda – sredine 50-ih godina. Brat Davora Grčića. Osvojio je s Hajdukom više titula prvaka u nogometnim prvenstvima Jugoslavije. Od 1951. godine oblači Hajdukov bijeli dres koji će nositi do 1956. u kojem će razdoblju za Hajduk odigrati 213 utakmica. 
Po završetku karijere bi je trener Hajduka 1963. godine. Kao trener okušao se i u RNK Split. Tijekom treće sezone njegovog treniranja, Crveni  su se (u sezoni 1972./1973.) iz tadašnje 2. savezne lige preselili u niži rang natjecanja.
Lenko prvu službenu utakmicu igra 2. ožujka 1952., protiv Crvene zvezde u Splitu koju je Hajduk dobio sa 6:0. U ovoj legendarnoj Hajdukovoj pobjedi za Jugoslavije po dva gola dali su Bajdo i Andrijašević, te po jedan Šenauer i F. Matošić. Odigrao je 105 službenih utakmica, 88 prvenstvenih, 15 za kup i 2 europska. Prijateljskih utakmica odigrao je 108.
Umro je iznenada 10. kolovoza 1999, a sahranjen je na splitskom groblju Lovrinac.
Statistika u Hajduku
| Natjecanje        | Nastupi | Zgoditci |
| ----------------- | ------- | -------- |
| Prvenstvo         | 88      | 0        |
| Kup               | 15      | 0        |
| Superkup          | 0       | 0        |
| Međunarodne       | 2       | 0        |
| Splitski podsavez | 0       | 0        |
| Ukupno            | 105     | 0        |
| Prijateljske      | 108     | 0        |
| Sveukupno         | 213     | 0        |